# Championnat de Finlande de football 1964
Navigation
Saison précédente Saison suivante
La saison 1964 du Championnat de Finlande de football était la 35e édition de la première division finlandaise à poule unique, la Mestaruussarja. Les douze meilleurs clubs du pays jouent les uns contre les autres à deux reprises durant la saison, à domicile et à l'extérieur. À la fin de la compétition, les 3 derniers du classement sont relégués et remplacés par les trois meilleurs clubs d'Ykkonen, la deuxième division finlandaise.
C'est un club promu d'Ykkonen qui remporte le championnat cette saison. En effet, le HJK Helsinki termine en tête du classement final de la compétition, avec 4 points d'avance sur le KuPS Kuopio et 6 sur le KTP Kotka. C'est le 10e titre de champion de Finlande de l'histoire du HJK, le premier depuis 1938. Le tenant du titre, le Reipas Lahti, ne prend que la 5e place mais remporte tout de même un trophée après sa victoire en Coupe de Finlande.

## Les 12 clubs participants
| - HPS Helsinki - MiFK Mikkeli - GBK Kokkola - Promu de Ykkonen - HIFK - Åbo IFK - KTP Kotka | - HJK Helsinki - Promu de Ykkonen - IKissat Tampere - Promu de Ykkonen - Haka Valkeakoski - KIF Helsinki - KuPS Kuopio - Reipas Lahti |

## Compétition

### Classement
Le barème de points servant à établir le classement se décompose ainsi :
- Victoire : 2 points
- Match nul : 1 point
- Défaite : 0 point

| Rang | Équipe            | Pts | J  | G  | N | P  | Bp | Bc | Diff |
| ---- | ----------------- | --- | -- | -- | - | -- | -- | -- | ---- |
| 1    | HJK Helsinki P    | 34  | 22 | 14 | 6 | 2  | 42 | 18 | +24  |
| 2    | KuPS Kuopio       | 30  | 22 | 13 | 4 | 5  | 39 | 21 | +18  |
| 3    | KTP Kotka         | 28  | 22 | 12 | 4 | 6  | 47 | 29 | +18  |
| 4    | Haka Valkeakoski  | 27  | 22 | 11 | 5 | 6  | 42 | 22 | +20  |
| 5    | Reipas Lahti T C  | 24  | 22 | 10 | 4 | 8  | 46 | 33 | +13  |
| 6    | HIFK              | 23  | 22 | 7  | 9 | 6  | 27 | 29 | -2   |
| 7    | IKissat Tampere P | 22  | 22 | 8  | 6 | 8  | 32 | 37 | -5   |
| 8    | Åbo IFK           | 21  | 22 | 8  | 5 | 9  | 33 | 33 | 0    |
| 9    | GBK Kokkola P     | 18  | 22 | 7  | 4 | 11 | 27 | 42 | -15  |
| 10   | HPS Helsinki      | 13  | 22 | 5  | 3 | 14 | 31 | 45 | -14  |
| 11   | MiPK Mikkeli      | 12  | 22 | 4  | 4 | 14 | 38 | 64 | -26  |
| 12   | KIF Helsinki      | 12  | 22 | 3  | 6 | 13 | 19 | 50 | -31  |

|  | Qualification pour la Coupe d'Europe des clubs champions 1965-1966                      |
|  | Qualification pour la Coupe des Coupes 1965-1966                                        |
|  | Relégation en deuxième division                                                         |
|  | T Tenant du titre C Vainqueur de la Coupe de Finlande P Club promu de deuxième division |

## Bilan de la saison
| Championnat de Finlande de football 1964                  |                          |
| Champion                                                  | HJK Helsinki (10e titre) |
| Coupes et trophées                                        |                          |
| Vainqueur de la Coupe de Finlande 1964                    | Reipas Lahti             |
| Qualifications continentales                              |                          |
| Coupe d'Europe des clubs champions 1965-1966 Premier tour | HJK Helsinki             |
| Coupe des Coupes 1965-1966 Premier tour                   | Reipas Lahti             |
| Promotions et relégations                                 |                          |
| Promus en Mestaruussarja                                  | VPS Vaasa                |
| Promus en Mestaruussarja                                  | UponP Lahti              |
| Promus en Mestaruussarja                                  | TaPa Tampere             |
| Relégués en Ykkonen                                       | HPS Helsinki             |
| Relégués en Ykkonen                                       | MiPK Mikkeli             |
| Relégués en Ykkonen                                       | KIF Helsinki             |